# Manidù - Uno squalo ribelle, un indigeno selvaggio, un fiore di ragazza
Manidù - Uno squalo ribelle, un indigeno selvaggio, un fiore di ragazza è un film del 1980 diretto da Frank C. Clark e tratto dal romanzo Ti-Coyo e il suo pescecane di Clément Richer.
Interpreti del film sono Dayton Ka'ne, Maren Jensen, Kathleen Swan, Keahi Farden, Oliverio Maciel Diaz, George Tapare, David Nakuna, Robert Atamu e Bob Spiegel.

## Trama
Su un'isola del Pacifico, l'orfano Tikoyo vive di pesca sotto gli attenti occhi di  Manidù, vecchio pescatore di perle che funge da suo educatore. Un giorno il bambino salva la vita a Diana, figlia di ricchi commercianti locali, e diventa suo amico. Le belle e spensierate giornate trascorse insieme sono però bruscamente interrotte dalla decisione del padre di Diana di mandare la figlia a completare gli studi negli Stati Uniti.
Rattristato per la cosa, Tikoyo si ritroverà a vivere un nuovo tremendo dolore quando morirà l'anziano Manidù, il quale poco tempo prima di morire gli regala un piccolo squalo tigre. Convinto che in qualche modo lo squalo sia la reincarnazione del suo mentore, Tikoyo decide di chiamare l'animale Manidù.
Anni dopo, Diana torna sull'isola, si rincontra con Tikoyo ed i due  iniziano nuovamente a frequentarsi finendo con l'innamorarsi l'uno dell'altra.
Jeff, il fratello di Diana, intenzionato a mettere le mani sulle perle  situate in fondo al mare e protette dai pescecani, ordina ai suoi uomini di sterminare gli animali. Quando uno squalo uccide due suoi uomini che si erano immersi per recuperare le perle, Jeff sparge in giro la voce che sia stato Manidù ed organizza una caccia in grande stile al pescecane. Manidù viene intrappolato in una grande rete da pesca, ma prima che venga ammazzato viene salvato da Tikoyo e Diana.
Furioso, Jeff affronta Tikoyo. I due fanno a pugni e quest'ultimo ha la peggio. Jeff ordina anche che la sua capanna venga bruciata, poi comunica a Diana che lascerà l'isola col primo aereo. Il mattino seguente, Manidù attacca il gommone su cui Diana sta viaggiando per raggiungere l'aeroporto e fa cadere la ragazza in mare. Facendole così perdere del tempo, il pescecane fa in modo che Tikoyo la raggiunga. I tre poi nuotano felici nelle cristalline acque di quel paradiso tropicale.

## Produzione
Il film venne girato a Bora Bora, nella Polinesia Francese, negli stessi set e con parte del cast artistico e tecnico del film Uragano. Inizialmente il titolo del film doveva essere Shark Boy of Bora Bora, poi diventato Beyond the Reef.
Le riprese subacquee sono state eseguite da Ramo Bravo.
Completato nel 1979, il film verrà distribuito nei cinema solamente dal 24 aprile 1981.

## Accoglienza
Il film ha incassato ai botteghini 547.525 dollari.